# Susana Brunetti
Susana Brunetti (Buenos Aires, 25 de octubre de 1941 - ibídem, 20 de junio de 1974) fue una actriz, vedette y cantante argentina.

## Carrera
Nacida en la Ciudad de Buenos Aires, Brunetti debutó en cine en la película: El hombre de la esquina rosada (1962), de René Mugica e interpretada por Susana Campos y Francisco Petrone. También actuó entre otros filmes en: Villa Cariño (1967) y El caradura y la millonaria (1971).
En 1964 protagonizó el musical: J.C. Buenos Aires-Roma-París, dirigido por Hugo Moser. 
Su mayor éxito en televisión fue junto con Santiago Bal en la comedia Gorosito y señora de 1973.
Vedette de gran porte, supo decir en una entrevista sobre la fama: 

"No me siento estrella... Y te digo más: tengo miedo, no lo puedo evitar; me aterra la idea de serlo".

## Vida privada
Su padre era el periodista del diario La Razón Guillermo Brunetti y su tío era  Miguel Brunetti, dueño de un famoso bar donde frecuentaba Eva Duarte de Perón.
Gran amiga de Alberto Olmedo, fue madrina de su hijo Javier Olmedo, fruto de la relación del cómico con Tita Russ.  Luego de la muerte de Brunetti, Olmedo fue todas las semanas a ponerle una flor en su tumba de la Recoleta.
Tuvo un breve romance con el mexicano Alejandro Maltica, integrante del grupo Los Yorsy's.
Brunetti, que se había casado en 1967 con el empresario del Teatro Maipo, Alberto González, intentaron tener hijos por inseminación artificial y hasta pensaron en la adopción. Luego de la muerte de Brunetti, Alberto se casó con otra vedette Mimí Pons con quien tuvo dos hijos. González murió siendo aún muy joven en 1990.

## Enfermedad y fallecimiento
A mediados de agosto de 1973 Brunetti comenzó a sentir algunas molestias  localizadas en su brazos y piernas, y lo que en un principio se pensó que era un virus culminó con una cruel enfermedad. Eran las grabaciones de Gorosito y señora o Porcelandia, se la vio a través de la pantalla chica hacer esfuerzos tremendos para poder moverse y bailar. Terminada su labor volvía a caminar con dificultad. Pese a que el médico le había prohibido todo tipo de actividad, ella los continuó realizando: "Si no trabajo, me muero", le supo decir a sus compañeros que le recomendaron que descansara por un tiempo. La vedette Susana Brunetti murió el 20 de junio de 1974 víctima de un cáncer de útero en el Sanatorio Anchorena. Sus restos descansan en el cementerio de la Recoleta. Tenía tan solo 32 años.

## Filmografía
- 1962 : El hombre de la esquina rosada
- 1963 : La fin del mundo
- 1963 : La terraza
- 1967 : Villa Cariño
- 1968 : Los taitas  (cortometraje)
- 1970 : Un gaucho con plata
- 1971 : El caradura y la millonaria
- 1972 : Todos los pecados del mundo
- 1972 : ¿De quiénes son las mujeres?
- 1972 : Las píldoras
- 1973 : Este loco, loco, Buenos Aires

## Televisión
- 1964: J.C. Buenos Aires-Roma-París
- 1965: Show Standard Electric
- 1968/1971: Sábados de la bondad
- 1971: Esto es teatro
- 1970: Verano de mi ciudad	("La barra de Saint Tropez").

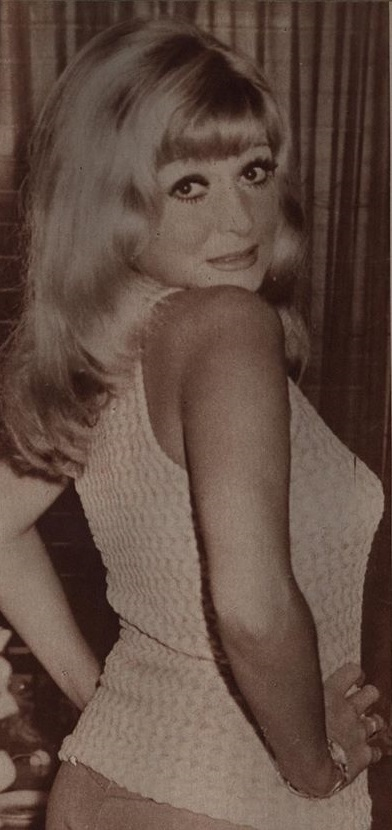
Susana Brunetti.

- 1972: El pastito
- 1973: Gorosito y señora
- 1973: Teatro como en el teatro
- 1973-1974: Porcelandia[3]
- 1974: "La Cuñada De Gorosito"

## Teatro
En teatro se Inició en 1961 como simple corista en el famoso teatro revisteril Maipo y, excepcionalmente llegó a primera figura por presión del público. Acompañó, entre otros, a los actores Santiago Bal, Juan Verdaguer, Tato Bores, Jorge Porcel, Alberto Olmedo, Darío Vittori, Vicente Rubino y Osvaldo Pacheco, y a famosas vedettes como Nélida Lobato, Zulma Faiad, Ethel Rojo, las hermanas Mimí Pons y Norma Pons, Noemí Alan, Mariquita Gallegos, entre otras. Triunfó España con una revista creada por Carlos A. Petit, junto con Dringue Farías, Juan Carlos Mareco y Rafael Carret como en Argentina.
Entre algunas de las obras que participó se encuentran:
- Los cohetes del Maipo (1961), con la "Compañía de grandes revistas  de Dringue Farías", con Ámbar La Fox, Vicente Rubino, Rafael Carret, Alfredo Barbieri y Don Pelele.
- ¡Chorros de petróleo!  (1961) , en el Teatro El Nacional con Adolfo Stray, Bob Bromley, Hermanas Berón, Beba Bidart, Vicente Formi, Juan Carlos Mareco (Pinocho), Roberto García Ramos, Rita Varola, Ángel Eleta, Pepe Parada, Miguel Cossa y Dorita Burgos.
- Y Buenos Aires... Azul quedó! (1962).
- Del 62... lo mejor! (1962).
- Contrastes en la pasarela (1967), en el Teatro El Nacional, con Adolfo Stray, Alfredo Barbieri y Zulma Faiad.
- Promesas, promesas (comedia musical de 1972)
- En vivo y en desnudo (1973)
- Los farristas (1973), con Darío Vittori.
- La Revista Esta Loca... Loca... Loca... (1974) en el Teatro Nacional, con Thelma del Río, Tito Lusiardo, Gogó Andreu, Pochi Grey, Pepe Parada, entre otros .
- Operativo Maipo[5]